# Diegodendraceae
Diegodendraceae es una pequeña familia incluida en el orden Malvales que contiene una sola especie en un único género,  nativa de Madagascar. Esta familia se incluye en la más amplia Bixaceae.

## Características
Arbustos o pequeños árboles hermafroditas con hojas alternas, de forma lanceolada y márgenes enteros, cubiertas de poros que, al frotarlas, despiden un aroma a alcanfor. Las flores surgen en inflorescencias terminales, grandes y fragantes.